# كيلي جونز
كيلي جونز (بالإنجليزية: Kelly Jones)‏ (و. 1974  م) هو مغن مؤلف، ومغني بريطاني، يستخدم آلات قيثارة.

## وصلات خارجية
- كيلي جونز على موقع IMDb (الإنجليزية)
- كيلي جونز على موقع ميوزك برينز (الإنجليزية)
- كيلي جونز على موقع إن إن دي بي (الإنجليزية)
- كيلي جونز على موقع أول ميوزيك (الإنجليزية)
- كيلي جونز على موقع ديسكوغز (الإنجليزية)
- كيلي جونز على موقع قاعدة بيانات الفيلم (الإنجليزية)

- كيلي جونز في قاعدة بيانات الأفلام على الإنترنت